# Paraoxypilus distinctus
Paraoxypilus distinctus är en bönsyrseart som beskrevs av Max Beier 1929. Paraoxypilus distinctus ingår i släktet Paraoxypilus och familjen Amorphoscelidae. Inga underarter finns listade i Catalogue of Life.